# Nikos Poursanidis
Nikos Poursanidis, född 1 april 1982, är en grekisk skådespelare.

## Filmografi (i urval)
- 1999 – Kathe Savvato
- 2004 – Tårarnas äng
- 2024 – Bäckström (TV-serie)